# Auger de Balben
Auger de Balben ( – Jeruzsálem, 1162) a Jeruzsálemi Szent János Ispotályos Lovagrend valószínűleg provence-i származású nagymestere volt Jeruzsálemben. Elődje Raymond du Puy volt, akitől a tisztséget 1160-ban vette át. 1162-ben meghalt, utóda a Dauphinból származó Arnaud de Comps lett.
Sokat tett az egyház és az állam békéje érdekében azzal, hogy egyesítette a palesztinai egyházakat III. Sándor pápa támogatására III. Viktor ellenpápával szemben. Szintén közbenjárt annak érdekében, hogy elkerülhető legyen a polgárháború III. Balduin jeruzsálemi király halála után. Nagymestersége idején vetette meg a lábát a rend a mai Spanyolország területén.